# Marchantia
A marchântia (Marchantia) são um género de hepáticas da família Marchantiaceae que agrupa 44 espécies validamente descritas.

## Sistemática
O género foi descrito por Carolus Linnaeus  e publicado em Species Plantarum 2: 1137. 1753.  A espécie tipo é Marchantia polymorpha.
O género Marchantia inclui as seguintes espécies:
- Marchantia alpestris
- Marchantia aquatica
- Marchantia berteroana
- Marchantia carrii
- Marchantia chenopoda
- Marchantia debilis
- Marchantia domingenis
- Marchantia emarginata
- Marchantia foliacia
- Marchantia grossibarba
- Marchantia inflexa
- Marchantia linearis
- Marchantia macropora
- Marchantia novoguineensis
- Marchantia paleacea
- Marchantia palmata
- Marchantia papillata
- Marchantia pappeana
- Marchantia polymorpha
- Marchantia rubribarba
- Marchantia solomonensis
- Marchantia streimannii
- Marchantia subgeminata
- Marchantia vitiensis
- Marchantia wallisii